# Хаджерабад
Хаджерабад (перс. هاجرآباد‎) — село на севере Ирана, в остане Тегеран. Входит в состав шахрестана Тегеран. Является частью дехестана (сельского округа) Сиахруд бахша Меркези.

## География
Село находится в северо-западной части остана, на расстоянии приблизительно 8 километров (по прямой) к востоку от Тегерана. Абсолютная высота — 1699 метров над уровнем моря.

## Население
По данным переписи 2006 года население села составляло 263 человека (142 мужчины и 121 женщина). В Хаджерабаде насчитывалось 70 домохозяйств. Уровень грамотности населения составлял 94,3 %. Уровень грамотности среди мужчин составлял 94,4 %, среди женщин — 94,2 %.
В 2016 году в селе имелось 92 домохозяйства и проживало 282 человека (131 мужчина и 151 женщина).